# Fraktion für die technische Koordinierung und Verteidigung der unabhängigen Gruppen und Abgeordneten
Die Fraktion für die technische Koordinierung und Verteidigung der unabhängigen Gruppen und Abgeordneten (auch Technische Fraktion der Unabhängigen, engl. Group for the Technical Coordination and Defence of Independent Groups and Members, Abk. CDI) war eine Fraktion im Europäischen Parlament von 1979 bis 1984. Die Fraktion vereinte Parteien unterschiedlicher Ausrichtung, von Radikal-Liberalen über linksgerichteten Euroskeptikern bis zu Nationalisten.
Nach der Europawahl 1984 schlossen sich die Abgeordneten von Volksunie, Folkebevægelsen mod EF und Democrazia Proletaria der neuen Regenbogenfraktion an. Die Abgeordneten der Partito Radicale blieben vorerst fraktionslos; im September 1987 gründeten sie die Fraktion für die technische Koordinierung und Verteidigung der unabhängigen Gruppen und Mitglieder mit, die bereits im November 1997 wieder aufgelöst wurde.

## Mitglieder
| Land                   | Partei                                                    | Anzahl | Mitglieder |
| ---------------------- | --------------------------------------------------------- | ------ | --- |
| Belgien                | Volksunie                                                 | 1      | Maurits Coppieters (bis 11. Februar 1981, ausgeschieden), Jaak Vandemeulebroucke (ab 12. Februar 1981, Nachrücker)                                                                                               |
| Belgien                | Front démocratique des francofones – Rassemblement wallon | –/1    | Paul-Henry Gendebien (ab 15. Dezember 1981, davor fraktionslos) |
| Dänemark               | Folkebevægelsen mod EF                                    | 4      | Else Hammerich, Jens-Peter Bonde, Sven Skovmand, Jørgen Bøgh |
| Irland                 | Independent Fianna Fáil                                   | 1      | Neil Blaney |
| Italien                | Partito di Unità Proletaria                               | 1      | Luciana Castellina |
| Italien                | Democrazia Proletaria                                     | 1      | Mario Capanna |
| Italien                | Partito Radicale                                          | 3/2    | Marco Pannella, Emma Bonino, Leonardo Sciascia (bis 24. September 1979, ausgeschieden), Maria Antonietta Macciocchi (28. September 1979–16. Februar 1982, Nachrücker, Wechsel zur Sozialdemokratischen Fraktion) |
| Vereinigtes Königreich | Social Democratic Party                                   | –/1    | Michael Gallagher (13. Dezember 1983, Wechsel von der Sozialdemokratischen Fraktion) |